# Juan Giuria
Juan Giuria (Montevideo, 1º febbraio 1880 – Montevideo, 28 novembre 1957) è stato un architetto e storico dell'architettura uruguaiano.

## Biografia
Nacque da José Giuria e Carlota Durán. Studiò nell'antica facoltà di matematica di Montevideo, laureandosi come architetto. Si dedicò all'insegnamento e alla ricerca. Promosse l'istituto di storia dell'architettura. Tra i suoi collaboratori figuravano Aurelio Lucchini e Elzeario Boix.

## Opere
- La obra arquitectónica hecha por los maestros jesuitas Andrés Blanqui y Juan Prímoli, Revista de la Sociedad de Amigos de la Arqueología, Tomo X, Montevideo, 1947.
- La arquitectura en el Paraguay, Instituto de Arte Americano e Investigaciones Estéticas, Buenos Aires, 1950.
- Modalidades de la arquitectura colonial peruana, El Siglo Ilustrado, Montevideo, 1952.
- La arquitectura en el Uruguay, Imprenta Universal, Montevideo, 1955-1958 (4 vol.).